# Sphaerias
Sphaerias is een monotypisch geslacht uit de familie  van de  vleerhonden (Pteropodidae). 
Soort:
- Sphaerias blanfordi

Acerodon · Aethalops · Alionycteris · Aproteles · Balionycteris · Casinycteris · Chironax · Cynopterus · Desmalopex · Dobsonia · Dyacopterus · Eidolon · Eonycteris · Epomophorus · Epomops · Haplonycteris · Harpyionycteris · Hypsignathus · Latidens · Lissonycteris · Macroglossus · Megaloglossus · Melonycteris · Micropteropus · Mirimiri · Myonycteris · Nanonycteris · Neopteryx · Notopteris · Nyctimene · Otopteropus · Paranyctimene · Penthetor · Plerotes · Ptenochirus · Pteralopex · Pteropus · Rousettus · Scotonycteris · Sphaerias · Styloctenium · Syconycteris · Thoopterus